# TTC Friedenau
Der TTC Friedenau ist ein ehemaliger Tischtennisverein aus Berlin-Friedenau.
Der Verein wurde 1929 gegründet. Die Herrenmannschaft wurde in der Saison 1934/35 deutscher Meister. Sie gewann in Erfurt das Endspiel gegen PPC Blauweiß Düsseldorf mit 6:3, wobei Heinz Raack, Robert Kinsky, Dröbeljahr, Thal, Schwarz und Worms mitwirkten. Nach dem Zweiten Weltkrieg spielten die Herren mehrere Jahre lang in der Landesliga. 1963/64 und 1966/67 gelangten sie in die Aufstiegsrunde zur Oberliga, der Aufstieg gelang jedoch nicht.